# Ломас-де-Самора
Ломас-де-Самора (исп. Lomas de Zamora) — город, расположенный в одноимённом округе, в провинции Буэнос-Айрес (Аргентина). Ломас-де-Самора формирует часть агломерации Большой Буэнос-Айрес.

## История

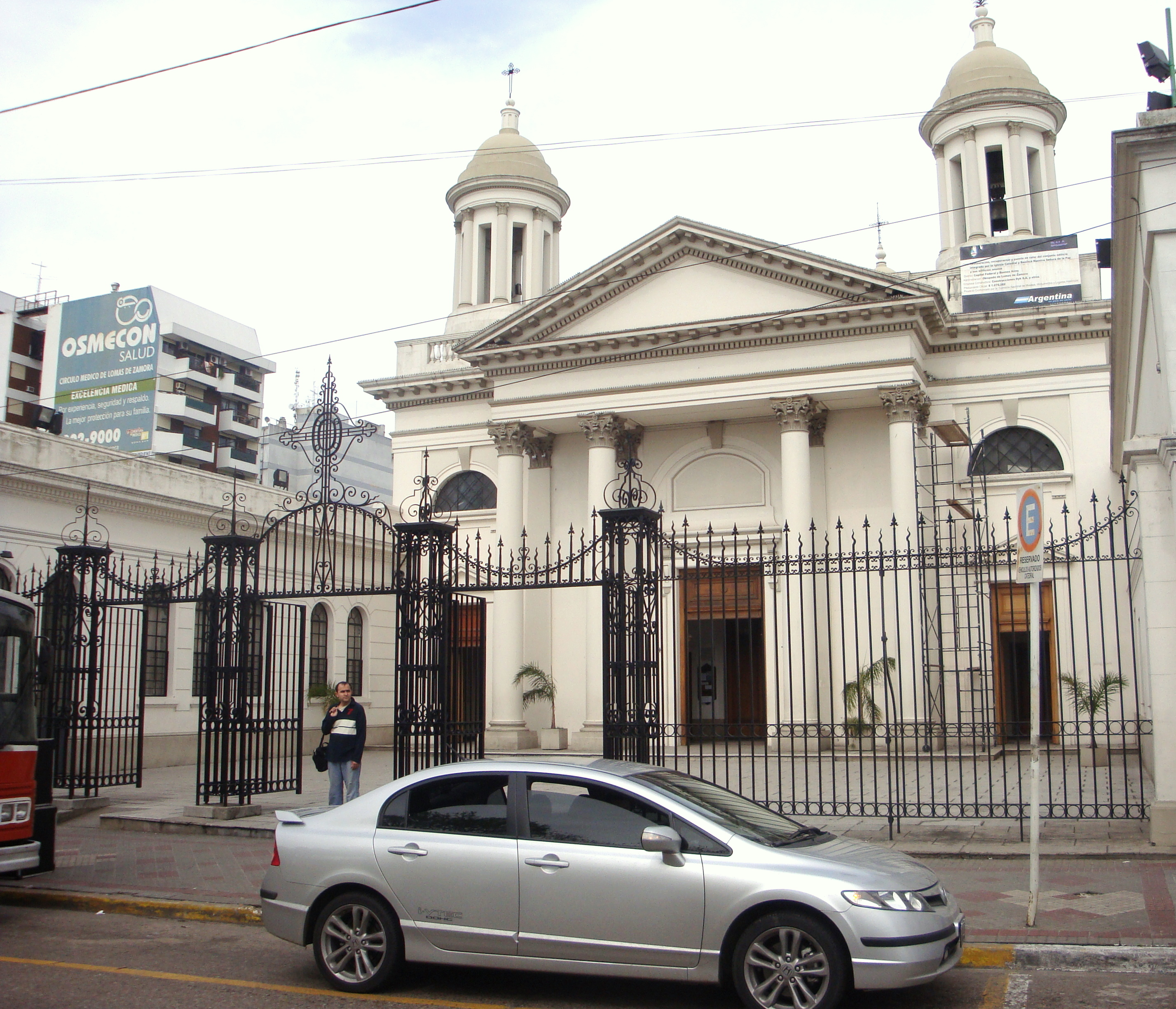
Кафедральный собор Ломас-де-Саморы

До прихода европейских завоевателей земли, где сейчас находится Ломас-де-Самора были заселены индейцами гуарани. После основания Буэнос-Айреса окружающие земли были разделены между соратниками Хуана де Гарая. В 1736 году владельцем этих земель стал капитан Хуан де Самора, фамилию которого впоследствии унаследовал город. В 1765 году Самора продал все свои владения иезуитской коллегии, но уже через два года иезуиты были изгнаны из всех испанских колоний. В 1778 году земли были проданы на аукционе.
8 августа 1825 в Ломас-де-Самору прибыла группа из 250 шотландцев, которым губернатор провинции продал эти земли под застройку.
Первая школа в поселении начала работать в ноябре 1859 года.
Поселение было официально основано в 1864 году под названием Пуэбло-де-ла-Пас (исп. Pueblo de la Paz — мирное поселение).
22 января 1865 года была открыта местная церковь, работы архитекторов Николаса и Хосе Канале. 14 августа того же года в Ломас-де-Саморе была открыта железнодорожная станция Южной железной дороги.
В 1876 году Ломас-де-Самора получила статус муниципалитета

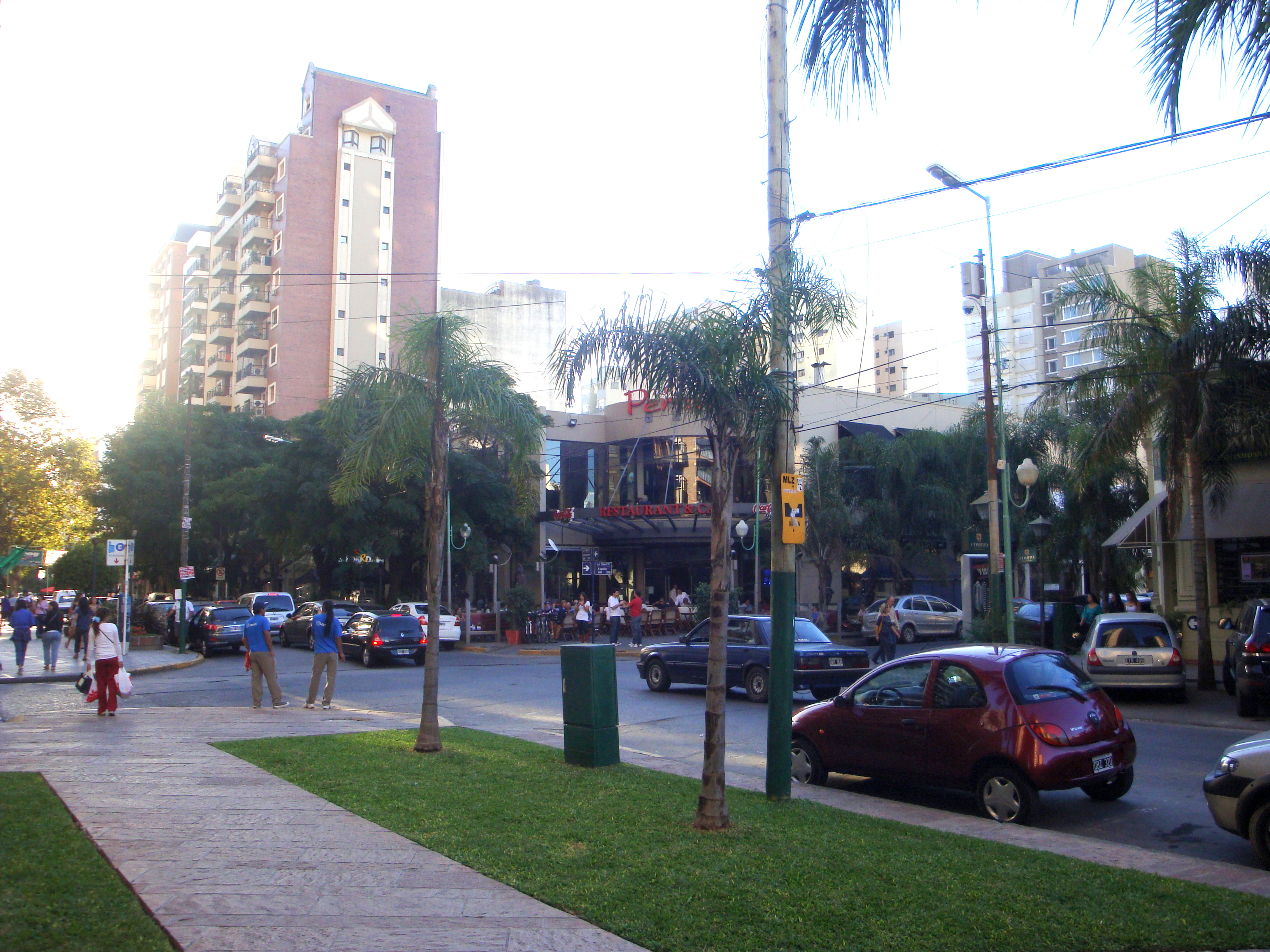
Лас-Ломитас

В 1887 году была построена телефонная станция, а через год было проведено уличное освещение.
5 июня 1906 была открыта больница «Hospital LC de Gandulfo».
В 1908 году в Ломас-де-Саморе была проведена линия электрического трамвая.
В 1910 году был построен водопровод, а в 1922 году проведена газификация.
В 1910 году поселение получило статус города, а название было изменено на Ломас-де-Самора (исп. Lomas de Zamora — холмы Саморы).
В 1972 году в городе был открыт Национальный университет Ломас-де-Саморы. Ныне там обучается более 42 000 студентов.
В начале 2000-х годов в Ломас-де-Саморе начался строительный бум. За несколько лет было возведено большое количество небоскрёбов, в том числе некоторые до 100 м высотой. Новый высотный район получил название Лас-Ломитас.

## География

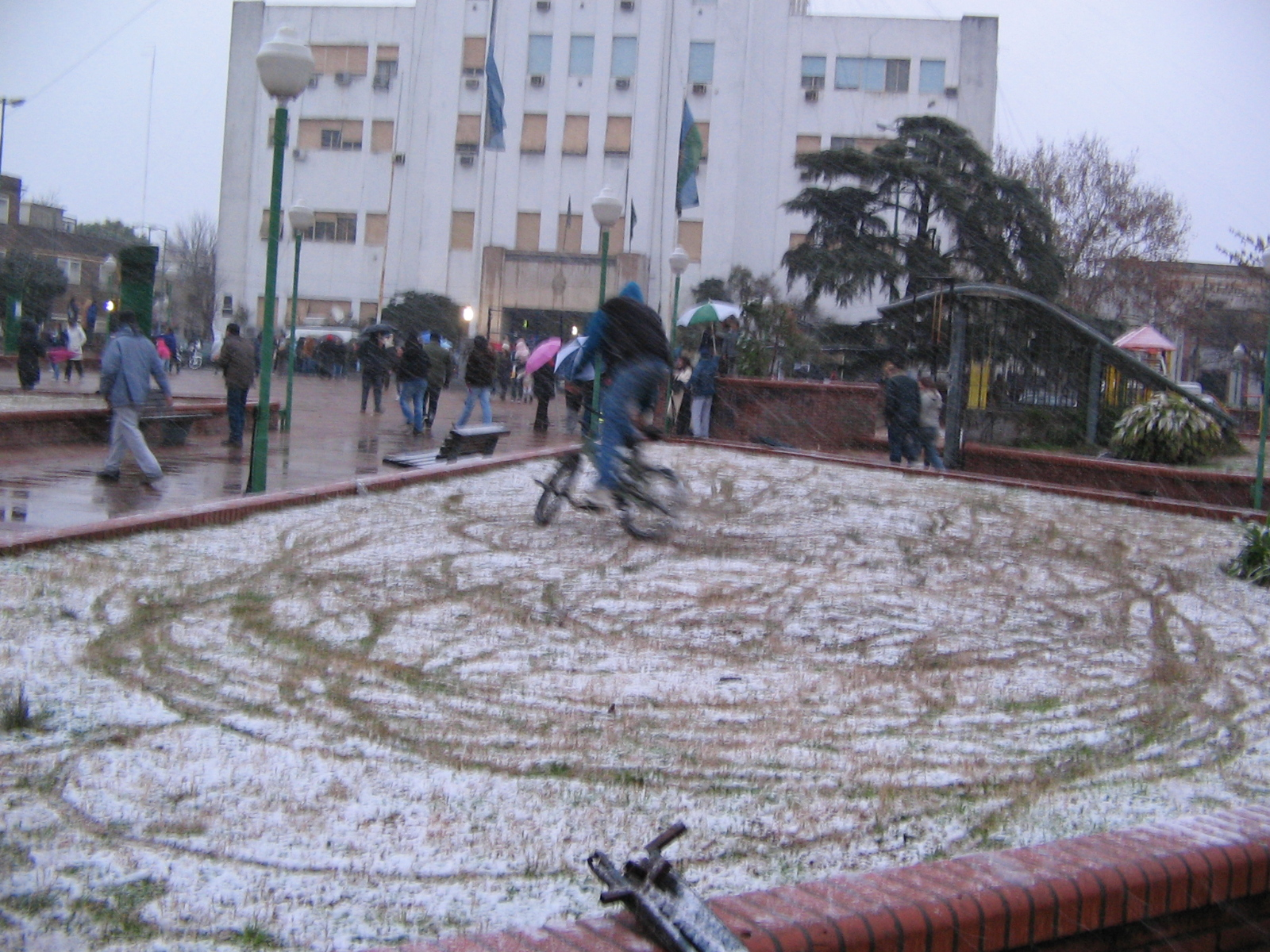
Снег в Ломас-де-Саморе

На севере Ломас-де-Самора граничит с городом Банфилд по улице Лас-Эрас. На юге улица Гарибальди отделяет Ломас-де-Самору от городов Темперлей и Льявальоль. На западе по провинциальной автотрассе № 4 проходит граница города с округом Эстебан-Эчеверрия.
Ломас-де-Самора расположен на холмах в субтропическом природном поясе. Средняя температура воздуха в июле составляет +11 °C, а в январе — 24 °C, в течение года — 17,6 °C. Среднее количество осадков на территории города составляет 800-950 мм в год .
В Ломас-де-Саморе бывают следующие ветры:
- памперо с юго-запада, очень холодный и сухой, преобладает в июне
- юго-восточный судестада, преобладает в апреле и октябре, прохладный и очень влажный, часто приносит осадки, которые провоцируют подтопления[6]

Снегопады — исключительная редкость для города.

## Экономика
Ломас-де-Самора производит 2,5% ВВП провинции Буэнос-Айрес. Основной отраслью промышленности города Ломас-де-Самора является производство металлокерамики. В городе насчитывается 1080 промышленных предприятий, 7557 коммерческих организаций, 3660 поставщиков услуг.

## Спорт
Ломас-де-Самора обладает развитой спортивной инфраструктурой. Главные спортивные клубы города:
- «Лос-Андес» (исп. Club Atlético Los Andes), главными секциями которого являются футбольная и волейбольная. Футбольная команда «Лос-Андес» играла в первом дивизионе чемпионата Аргентины в 1967, 1968-1971 и 2000-2001 годах
- «Ломас» (исп. Lomas Athletic Club), основанный в 1891 году, ведущий футбольный клуб Аргентины в 1890-е годы, многократный чемпион Аргентины по крикету и женскому хоккею на траве. Регбийная команда дважды становилась лучшей в стране.[7].

## Транспорт
Ломас-де-Самора находится в 13 км от центра Буэнос-Айреса, с которым его объединяют автобусные маршруты: 51, 74, 79, 140, 160, 165, 266. Маршрут 338 связывает город с Ла-Платой.
Также через Ломас-де-Самору проходят две железнодорожные линии: Буэнос-Айрес — Эсейса и Ломас-де-Самора — Мар-дель-Плата.
Главными автодорогами служат национальные трассы № 210 и 205, а также провинциальные трассы № 4 и 49.